# Short Belfast
Short Belfast byl britský čtyřmotorový transportní hornoplošník se zatahovacím příďovým podvozkem. Jednalo se o celosvětově první vojenský transportní stroj vybavený automatickým přistávacím systémem zavedený do řadové služby a první letoun Royal Air Force britského původu od samého počátku konstruovaný pro účely transportu vojenské techniky na velké vzdálenosti.

## Vznik a vývoj

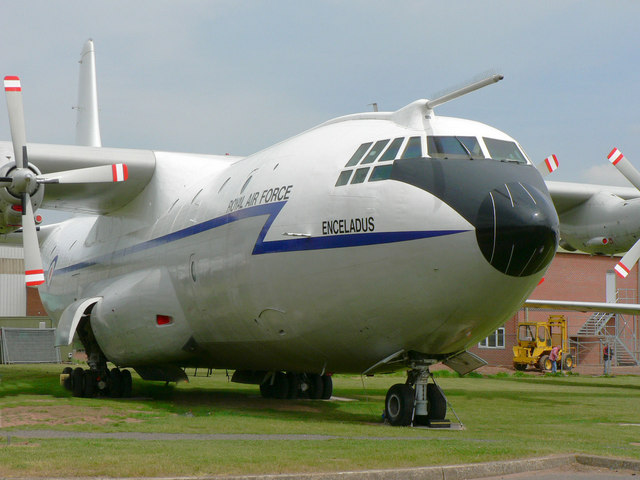
Short Belfast (XR371, „Enceladus“)

Short Belfast vznikl na základě požadavku RAF na strategický dopravní letoun, který by přepravil 6100 kg na 9000 km. Letecký výrobce Short Brothers and Harland Ltd. reagoval projektem letounu Britannic PD-18, jehož zvětšený návrh později nesl označení Britannic 3A. Vypracováním projektu byl v roce 1958 pověřen tým Franka Robertsona, kterého po rozhodnutí zahájení stavby vystřídal C. D. Halton. Původní návrh předpokládal použití pohonných jednotek Bristol Orion, následně byla dána přednost turbovrtulovým motorům Rolls-Royce Tyne 12 o výkonu 4190 kW se čtyřlistými vrtulemi Hawker Siddeley Dynamics Hydromatic 4/7000/6. Koncem roku 1960 Short podepsal smlouvu s Ministerstvem zásobování na dodávku deseti kusů Short Belfast podle specifikace C-203 a pracovní název Britannic byl změněn na Belfast.
Zálet prvního vyrobeného Belfastu (výr. č. SH-1816, XR362) provedl zkušební pilot firmy Short Denis Tyler 5. ledna 1964 na Sydenham Harbour Airport společně s osádkou ve složení Peter Lowe, A. Mackensie, W. Mortimer, R. Steel, G. Thomas a M. Wild.
K zalétávacímu programu v délce trvání 850 hodin se 1. května 1964 přidal prvním letem druhý vyrobený Belfast (SH-1817, XR363), který měl vyšší směrovku s rohovým vyvážením. V září se na letecké přehlídce ve Farnborough předvedl také třetí vyrobený Short Belfast (SH-1818, XR364), který zde demonstroval přepravu vojenské techniky.
Nákladový prostor typu o objemu 10 000 krychlových stop (~ 283,2 m³) mohl pojmout hlavní bitevní tank Chieftain nebo tři obrněné automobily Saladin či deset Land Roverů, případně tři vrtulníky Westland Whirlwind nebo dva Westland Wessex, či dvě balistické střely Polaris nebo tři protiletadlové Bristol Bloodhound včetně odpalovacího zařízení. Typ také mohl být upraven pro přepravu až 150 vyzbrojených vojáků. Tento počet mohl být zvýšen na 250 instalací podlahy, vytvářející dočasnou druhou palubu, do nákladového prostoru.
Dne 15. října obdržel typ Short Belfast omezené Osvědčení o způsobilosti k provozu. Belfast XR362 pak odlétl s dočasnou imatrikulací G-ASKE do Torrejonu u Madridu, kde se podrobil dvoutýdenním testům na výše položeném letišti. Tropické zkoušky proběhly následující léto v Singapuru.
V červnu 1965 byl Belfast XR364 předveden na Aerosalónu v Paříži Le Bourget a poté se již čtyři vyrobené kusy podrobily testům ovládání a výkonů v A&AEE v Boscomb Down. Odtud 17. ledna 1966 odlétl pilot Aeroplane and Armament Experimental Establishment Davis Deadman a pilot RAF Peter Hill s pátým kusem Belfastu (SH-1820, XR366) na leteckou přehlídku v Aucklandu. V létě tento stroj přepravoval z Filtonu do Toulouse části letounu Concorde vyráběné v Británii.

## Služba

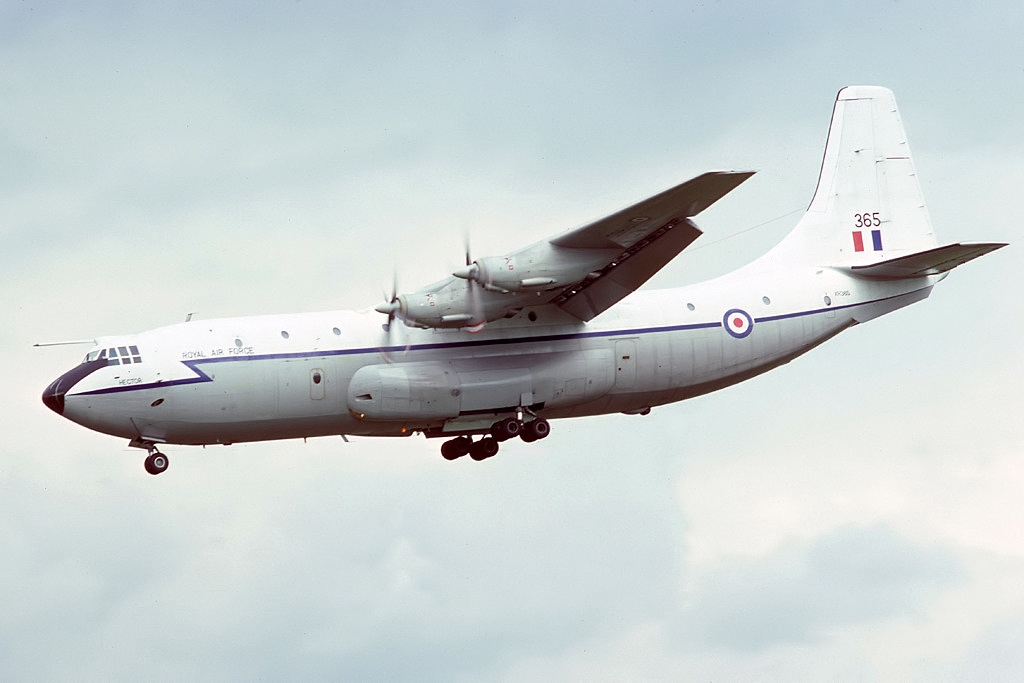
Short SC.5 Belfast C.Mk 1 (XR365, „Hector“), 53. peruť RAF

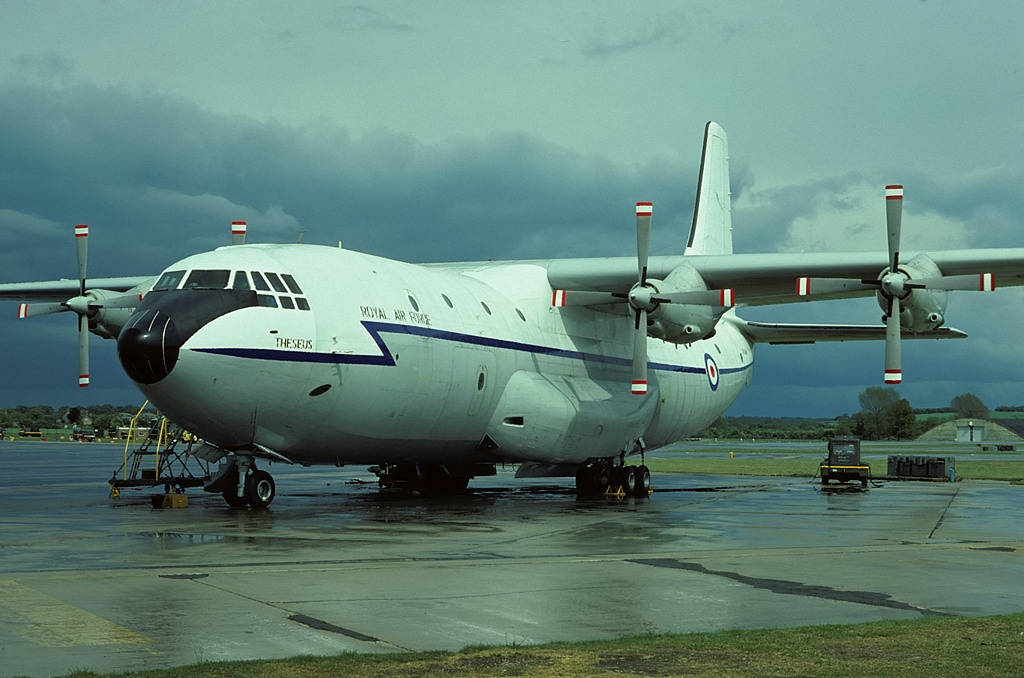
Short SC.5 Belfast C.Mk 1 (XR368, „Theseus“)

Prvním letounem obnovené 53. perutě v Brize Nortonu se stal v lednu 1966 Short Belfast C.Mk 1 (SH-1821, XR367), kterého na základnu přelétl Denis Tyler a S/L Andy Wilson. Od května pak Belfasty 53. perutě operovaly po zbytek roku z Lynehamu a Faifordu z důvodu přestavby letiště. Prvním operačním letem se stal převoz celého vybavení 1310. letky Transport Command včetně tří vrtulníků z Atkinsonu do Faifordu.
V březnu 1969 již bylo všech 10 vyrobených Belfastů zařazeno do stavu 53. perutě RAF, kde byly během slavnostní ceremonie pojmenovány podle mytologických obrů: XR362 „Samson“, XR363 „Goliath“, XR364 „Pallas“, XR365 „Hector“, XR366 „Atlas“, XR367 „Heracles“, XR368 „Theseus“, XR369 „Spartacus“, XR370 „Ajax“ a XR371 „Encaladus“. V květnu 1967 Belfasty transportovaly francouzský druhý a německý třetí stupeň rakety programu ELDO do Woomera Missile Range, v květnu 1969 pak Hawker Siddeley Harrier nonstop přeletem z Londýna do New Yorku. V roce 1970 se Belfasty podílely na evakuaci libyjské základny RAF a USAF v El Ademu u Tobruku.
Nejobjemnějším nákladem Belfastů byly dva letecké simulátory letounu Boeing 747, nejtěžším jednotlivým kusem pak 23,6 t drtič kamene ze Šardžá na ostrov Masíra. Nejdelším letem byla cesta XR367 z Cold Lake v kanadské Albertě do Brize Nortonu v lednu 1974 (7970 km). Další evakuační akcí byl převoz britských civilistů z Kypru po turecké invazi na ostrov v roce 1974, včetně osobních automobilů a domácích zvířat.
Zkrácení britského vojenského rozpočtu zahájené v březnu 1975 postihlo v únoru 1976 také 53. peruť. XR366 ještě stihl rozlučkový let kolem světa a 14. září došlo na definitivní zrušení 53. perutě. Do konce tohoto měsíce přelétlo 9 Belfastů do Kemble, kde čekaly na civilní zákazníky. Poslední oficiální let v řadách RAF provedl Belfast XR366 3. května 1977 letem z Brize Nortonu do Manstonu a zpět.

### Civilní služba

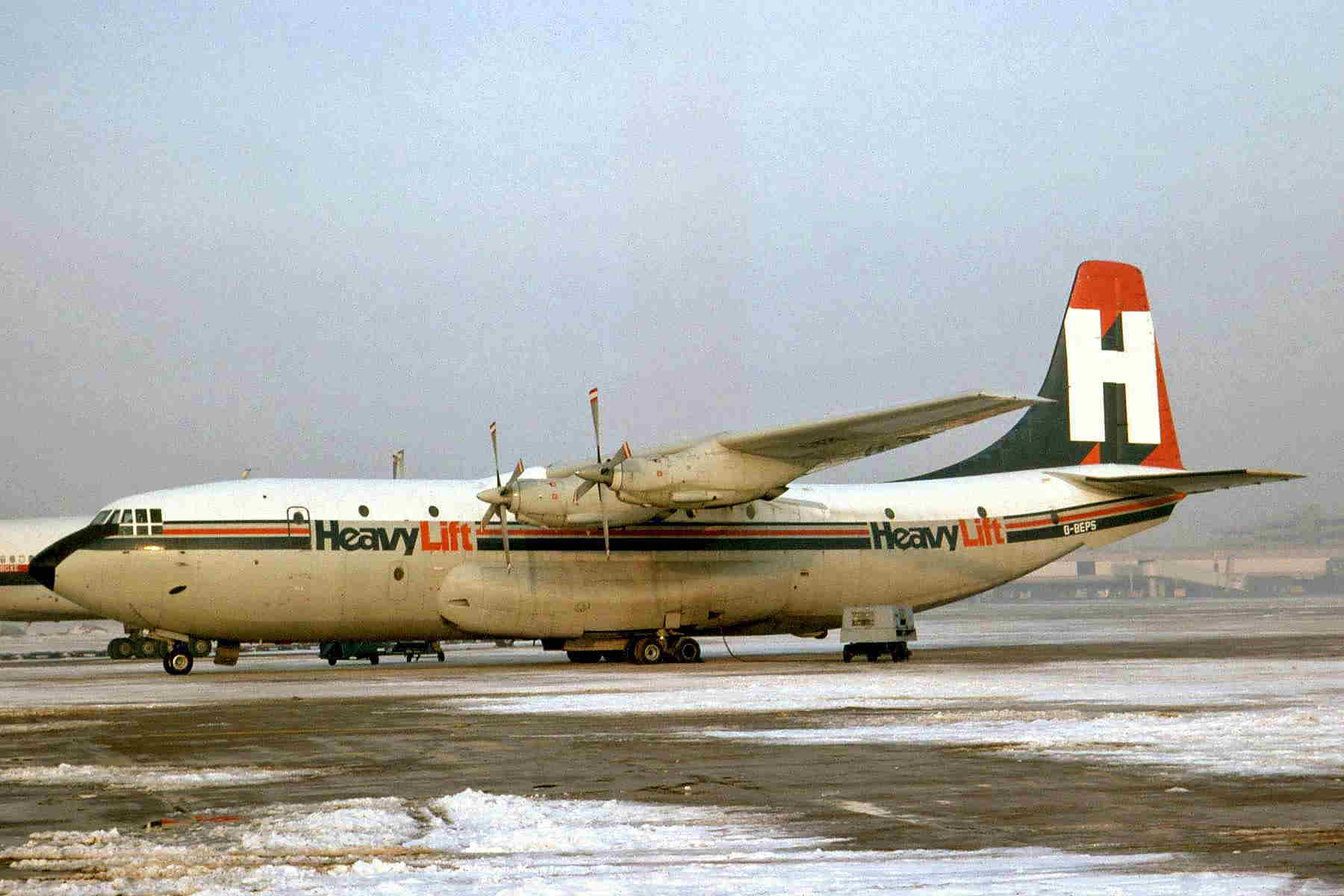
Shorts Belfast (G-BEPS) HeavyLift

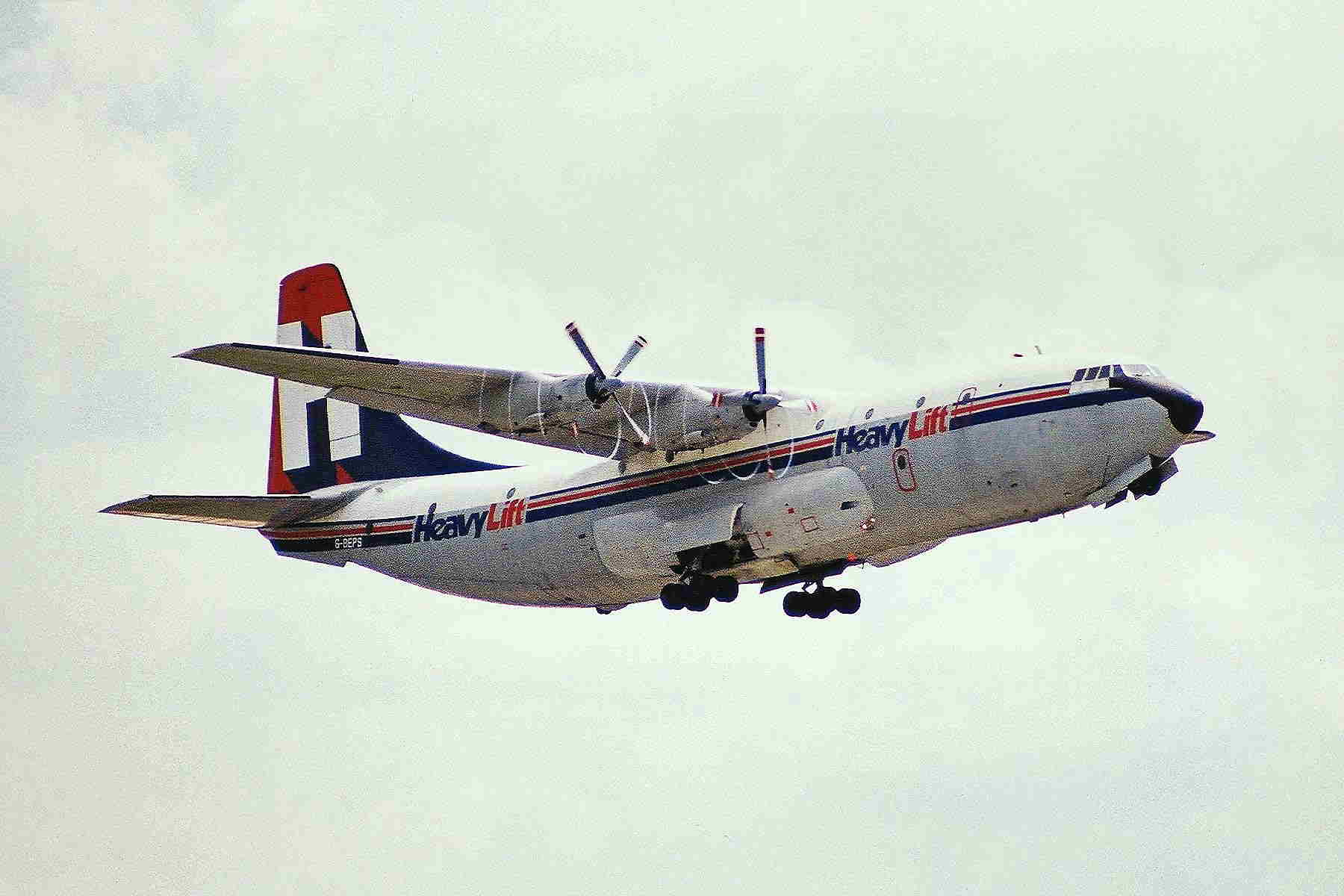
Short Belfast (G-BEPS)

Prvním zájemcem o nákup Belfastů byl Thomas A. Robertson, bývalý plukovník USAF. Záměr koupit všechny stroje pro Pan African Freight Lines a vybudovat síť levné nákladní dopravy pro státy Sahelu selhal na nedostatek finančních prostředků. Londýnská Eurolatin Commercial Company skončila v dluzích, zájem Swissairu, Transmeridian Air Cargo a International Airline Services brzy pominul.[zdroj⁠?!] V květnu 1978 Ministerstvo obrany oznámilo prodej Belfastů firmě Rolls-Royce, pro kterou letouny a náhradní díly znamenaly 50 pohonných jednotek Tyne pro stroje Alenia G.222. Vše ostatní mělo být sešrotováno. Předseda představenstva společnosti Rolls-Royce Denis Spotswood rozhodl o záchranně jednoho exempláře v Aerospace Museum, kterým se stal letoun XR371 „Enceladus“. V létě 1979 byly sešrotovány XR364, XR366, XR369 a XR370. Zbylých 5 Belfastů před stejným osudem zachránil jejich nákupem ředitel přepravní letecké společnosti TAC HeavyLift P. J. McGoldrick.
Práce na civilní certifikaci Short Belfast byly zahájeny v Southendu u firmy Marshall of Cambridge v červenci 1979, které vyústily v dočasné osvědčení platné do ledna 1981. Letové testy dvou Belfastů s civilními registračními značkami G-BEPE (SH-1816) a G-BEPS (SH-1818) trvaly 120 hodin. Konstrukční změny zahrnovaly nové civilní radiostanice, další obrazovku radaru pro velitele a palubní zapisovače. 6. března 1980 byl G-BEPE předveden na tiskové konferenci.
Prvním placeným letem byl již 15. března transport zemědělských strojů z Amsterdamu do Tripolisu. V červnu Belfast v barvách TAC HeavyLiftu přepravil zařízení pro těžbu zemního plynu z Mnichova do Dharanu. V létě 1980 se název společnosti změnil na HeavyLift Cargo Airlines.
Prvním civilním nákladem letounu G-BEPS se stal náhradní motor General Electric CF6 pro DC-10 v Madridu. Následně přepravil dva generátory ze Standstedu do Jemenu. Belfasty HeavyLiftu rovněž létaly s naloženými trupy letounů BAC 1-11 do Rumunska a části strojů Boeing 767 z Capodichina u Neapole na Paine Field v Seattlu. Dalšími náklady byly komponenty vozů Jaguar a vrtulníky Sea King do Indie.
Třetí upravený Belfast (G-BFYU) měl navíc instalovaný navigační systém Tracor. Zapojil se do transportních letů Belfastů HeavyLiftu s poškozeným letounem Short SC.7 Skyvan v Muscate, Sea Kingu utopeného v Indickém oceánu u Mombasy, nebo simulátoru Mirage z Paříže do Ammánu. Následně do flotily přibyly Short Belfast G-HLFT (SH-1819) a G-OHCA (SH-1817) a typ obdržel britské civilní osvědčení o způsobilosti k letu bez omezení.
Po argentinské invazi na Falklandské ostrovy 2. dubna 1982 dopravovaly dva Belfasty objemné náklady na ostrov Ascension. K dalším transportním akcím Belfastů patří například doprava stanice pro satelitní spojení do Káthmándú, Consolidated B-24 Liberator z Indie do Blackbush, střelbou poškozený trup a křídlo dopravního letounu Fokker F.28 ze Seychelských ostrovů do Woensdrechtu na opravu, nebo zařízení pro cínové doly v Indonésii.
Posledními Belfasty společnosti HeavyLift Cargo Airlines před vyřazením byly dva stroje G-BEPS (SH-1822 ex XR-368, „Theseus“) a G-HLFT (SH-1819, „St. George“ ex XR365 „Hector“).

## Specifikace (Belfast C.1)
Údaje podle publikace Aircraft of the Royal Air Force since 1918

### Technické údaje

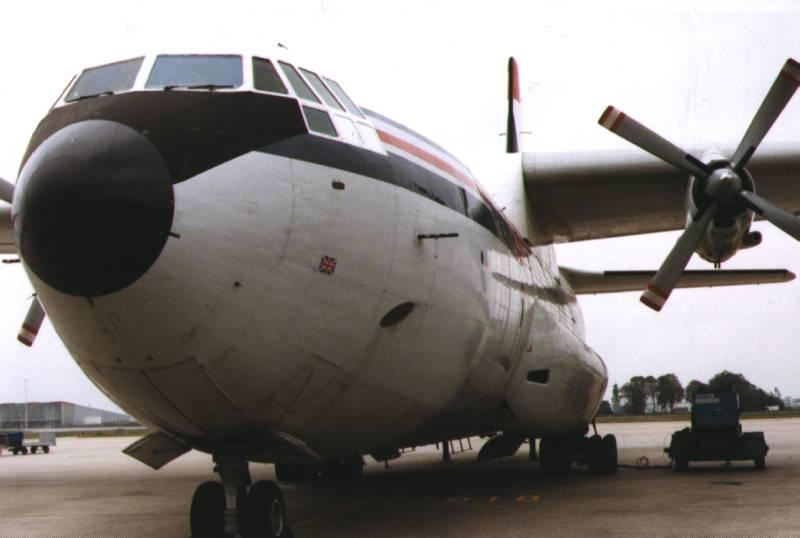
Short SC.5 Belfast (G-HLFT) HeavyLift

- Osádka: 5-6 (2 piloti, navigátor, palubní inženýr, 1-2 správci nákladu)
- Kapacita: 150 vojáků (až 250 v případě instalace druhé paluby do nákladového prostoru)[2]
- Maximální náklad: 36 287,4 kg (80 000 lb)
- Rozpětí: 48,42 m (152 stop a 9½ palce)
- Délka: 41,6 m (136 stop a 5 palců)
- Výška: 14,30 m (47 stop)
- Nosná plocha: 229 m² (2 466 čtverečních stop)
- Prázdná hmotnost: 56 699 kg (125 000 liber)
- Maximální vzletová hmotnost: 104 326 kg (230 300 lb)
- Pohonná jednotka: 4 × turbovrtulový motor Rolls-Royce Tyne 12 Mk.101

### Výkony
- Maximální cestovní rychlost: 557 km/h (346 mph) ve výši 8 534 m (28 000 stop)
- Ekonomická cestovní rychlost: 507 km/h (315 mph) ve výši 7 315 m (24 000 stop)
- Počáteční stoupavost: 5,4 m/s (1 060 stop za minutu)
- Dolet:
  - s nákladem 35 153 kg (77 500 lb): 1 609,3 km (1 000 mil)
  - s nákladem 9 997 kg (22 000 lb): 5 793,6 km (3 600 mil)
- Dostup: 9 144 m (30 000 stop)